# Журавське (Старобільський район)
Жура́вське — село в Україні, у Міловській селищній громаді Старобільського району Луганської області. З 1902 року мало назву хутір Журавський, з 1953 року — село Журавське.
Населення становить 296 осіб.

## Населення
За даними перепису 2001 року населення села становило 296 осіб, з них 75,68% зазначили рідною мову українську, 21,96% — російську, а 2,36% — іншу. За підрахунками місцевих мешканців, станом на 2021 рік чисельність населення не перевищувала 40 осіб.

## Географія
У селі бере початок річка Березовий.

## Пам'ятки
Поблизу села розташований загальнозоологічний заказник місцевого значення «Балка Березова» та відділення Луганського природного заповідника "Стрільцівський степ".